# Nati nel 1563
| Questa pagina contiene informazioni ricavate automaticamente dalle voci biografiche con l'ausilio del template Bio e di un bot. L'aggiornamento è periodico e automatico e ricostruisce completamente la pagina. Se manca una persona in questa lista, sei pregato di non aggiungerla, ma accertati piuttosto che la sua voce biografica contenga il template Bio e che i dati anagrafici siano correttamente compilati. Se il template Bio manca, inseriscilo tu stesso o, in alternativa, metti l'avviso {{tmp\|Bio}} che ne segnala la mancanza. Se i dati riportati sono sbagliati, correggi direttamente la voce biografica; le modifiche saranno visibili in questa lista entro pochi giorni. Per chiarimenti vedi il progetto biografie. La lista contiene solo le 67 persone che sono citate nell'enciclopedia e per le quali è stato implementato correttamente il template Bio. Pagina aggiornata al 2 giu 2025. |

## Gennaio(2)
- 2 gennaio - John Dowland, compositore, cantante e liutista inglese († 1626)
- 20 gennaio - Ottavio Rinuccini, librettista e poeta italiano († 1621)

## Febbraio(1)
- 4 febbraio - Daniel Tilenus, religioso e teologo tedesco († 1633)

## Aprile(3)
- 15 aprile - Guru Arjan, indiano († 1606)
- 20 aprile - Nicolò Rusca, presbitero svizzero († 1618)
- 24 aprile - Giovanni Giorgio Linati, vescovo cattolico italiano († 1627)

## Maggio(2)
- 9 maggio - Federico di Fürstenberg-Heiligenberg, nobile tedesco († 1617)
- 14 maggio - Pier Maria Cecchini, attore teatrale italiano († 1645)

## Giugno(2)
- 1º giugno - Robert Cecil, I conte di Salisbury, nobile e politico inglese († 1612)
- 4 giugno - George Heriot, orafo e filantropo scozzese († 1624)

## Luglio(4)
- 9 luglio - Orazio Gentileschi, pittore italiano († 1639)
- 16 luglio - Manuel Godinho de Erédia, militare, scrittore e cartografo portoghese († 1623)
- 19 luglio - Lamoral I di Ligne, diplomatico belga († 1624)
- 27 luglio - Ferrante II Gonzaga, nobile italiano († 1630)

## Agosto(1)
- 21 agosto - Matija Divković, filosofo e teologo bosniaco († 1631)

## Settembre(4)
- 4 settembre - Wanli, imperatore cinese († 1620)
- 15 settembre - Elisabetta di Anhalt-Zerbst, principessa († 1607)
- 21 settembre - Enrico di Joyeuse, nobile francese († 1608)
- 30 settembre - Enno III della Frisia orientale, conte († 1625)

## Ottobre(4)
- 13 ottobre - Francesco Caracciolo, presbitero italiano († 1608)
- 15 ottobre - Valerio Marucelli, pittore italiano († 1627)
- 17 ottobre - Jodocus Hondt, incisore, cartografo e editore fiammingo († 1612)
- 30 ottobre - Sofia di Brunswick-Lüneburg, principessa († 1639)

## Novembre(6)
- 5 novembre - Anna di Nassau, principessa († 1588)
- 8 novembre - Enrico II di Lorena, duca francese († 1624)
- 19 novembre - Robert Sidney, I conte di Leicester, mecenate e poeta inglese († 1626)
- 20 novembre - Sofia di Württemberg, nobildonna tedesca († 1590)
- 25 novembre - Galeotto III Pico della Mirandola, nobile italiano († 1597)
- 28 novembre - Hosokawa Tadaoki, militare giapponese († 1646)

## Dicembre(3)
- 2 dicembre - Muzio Vitelleschi, gesuita italiano († 1645)
- 19 dicembre - William Howard, nobile e antiquario inglese († 1640)
- 25 dicembre - Guidubaldo Bonarelli della Rovere, nobile e poeta italiano († 1608)

## Senza giorno specificato(35)
- Martin Becanus, teologo olandese († 1624)
- Johann Hartmann Beyer, medico e matematico tedesco († 1625)
- Arthur Chichester, politico inglese († 1625)
- Annibale Chieppio, nobile e politico italiano († 1623)
- Grazio Cossali, pittore italiano († 1629)
- Cesare Crispolti, storico, scrittore e poeta italiano († 1608)
- Penelope Devereux, nobildonna inglese († 1607)
- Michael Drayton, poeta inglese († 1631)
- Giles Farnaby, compositore inglese († 1640)
- Bassiano Gatti, religioso, scrittore e poeta italiano († 1642)
- Benedetto Gennari senior, pittore italiano († 1610)
- Scipione Gentili, giurista e letterato italiano († 1616)
- Giovanni Maria da Noto, religioso e presbitero italiano († 1631)
- Franciscus Gomarus, pastore protestante e teologo olandese († 1641)
- Anna Guarini, soprano e liutista italiana († 1598)
- Steven van der Hagen, militare e ammiraglio olandese († 1621)
- Hŏ Nansŏrhŏn, poetessa coreana († 1589)
- Juan de Prado, missionario spagnolo († 1631)
- Katō Yoshiaki, militare giapponese († 1631)
- William Lee, inventore inglese († 1614)
- Pierre Matthieu, scrittore, poeta e drammaturgo francese († 1621)
- Anton Möller, pittore tedesco († 1611)
- Mavro Orbini, storico dalmata († 1614)
- Laura Peperara, cantante, arpista e danzatrice italiana († 1600)
- Polydore Plasden, presbitero inglese († 1591)
- Pedro Fernandes de Queirós, navigatore e esploratore portoghese († 1614)
- Joshua Sylvester, poeta britannico († 1618)
- Sidi al-Ayashi, marocchino († 1641)
- Fernando Talaverano Gallegos, avvocato e funzionario spagnolo († 1619)
- Hosokawa Tamako, giapponese († 1600)
- Terazawa Hirotaka, militare giapponese († 1633)
- Thomas Hamilton, I conte di Haddington, avvocato scozzese († 1637)
- Tommaso da Olera, religioso italiano († 1631)
- Mariana de Jesús Torres, religiosa ecuadoriana († 1635)
- Valeria Miani, drammaturga italiana († 1620)